# Темза
Темза (енгл. Thames) je река која тече кроз јужну Енглеску, а у доњем делу пролази кроз Лондон и даље до Северног мора. Дуга је 346 km. Она је једна од најважнијих водених путева у Енглеској.

## Историја

### Праисторија
На врхунцу последњег леденог доба пре око 6000 година, Британија је била повезана с копном Европе преко великог пространства званог Догерланд. У то време Темза је била много већа него данас, а извор јој је био више на западу у данашњем Велсу. Река је потом текла преко Догерленда, где се спајала с Рајном. Тако су некад ове две реке чиниле једну реку.

### Историја
Река Темза је била главни превозни пут између Лондона и Вестминстера у 16. и 17. веку. Кланске гилде водених превозника превозиле су Лондонце и нису толерисале спољно мешање.
У 17. и 18. веку, које се данас назива периодом малог леденог доба, Темза се преко зиме често замрзавала. Тако су настали први ледени фестивали на Темзи 1607, на којој би се подигао читав град од шатора који су нудили разне врсте забаве, укључујући и куглање на леду. Пошто су температуре поново почеле да расту, река се више никад није потпуно замрзла. Можда је разлог томе што су зграде подигнуте на новом Лондонском мосту 1825; нови мост је имао мање стубова од старог, тако да је река могла слободније да тече што је онемогућавало смрзавање за време хладних зима.
Од 18. Века, Темза је постала једно од најпрометнијих светских водених путева, јер је Лондон постао центар простране, трговачке Британске империје. У том периоду десила се једна од највећих речних несрећа у Енглеској, 3. септембра 1878, када се препуни излетнички брод Принцес Алис сударио са бродом Бајвел Кастл, и у том судару је погинуло преко 640 људи.
За време Великог смрада из 1858. загађеност реке је достигла такве размере да су заседања Доњег дома Парламента у Вестминстерској палати отказана. Уследио је сконцентрисани напор да се уреде отпадне воде града, што је за производ имало изградњу масивних канализационих система са обе стране реке. Изградњу је надгледао инжењер Жозеф Базалгет.
Долазак железнице и развитак друмског саобраћаја као и опадање Британске империје је у годинама након 1914. у великој мери умањило значај реке. Сам Лондон губи статус велике луке а лука Лондон бива измештена знатно низводније, у Тилбури, остављајући подручје Докландс отворено за развитак. Ово је с друге стране допринело успешности великих напора на чишћењу реке са краја XIX и почетка/средине 20. века када постаје приметан и повратак воденог живог света у некада мртве воде.
Раних 1980-их завршена је изградња масивне Баријере на Темзи, покретљиве бране за одбрану од поплава. Она се затвара неколико пута годишње како би спречила допирање поплавног таласа који је пре њене изградње уништавао лондонска ниска подручја узводније. Крајем 1990-их изграђена је 12 km дуга јубилеја, која има улогу поплавног канала који одводи воду из Темзе са подручја Мејденхеда и Винздора.

### Порекло имена
Чини се да се име реке одувек изговарало са простим т на почетку - средњоенглески облик је био Temese а латинска верзија Tamesis. Th у енглеском називу додато је у време ренесансе са циљем додавања грчког духа називу, и уједно у циљу одражавања или подршке веровању да је име изведено од реке Тијамис у епирском региону Грчке, одакле се верује да су пореклом први келтски насељеници британских територија. Међутим, већина стручњака верује да су и Temese и Tamesis заправо потекли од келтске речи Tamesa, што вероватно значи мрачна. Име Изис (енгл. Isis) дато делу реке који протиче кроз Оксфорд, вероватно води порекло од имена египатске богиње, али се пак верује да је оно само варијанта имена Tamesis.

## Географија

### Путања
Темза је дуга 346 km. Обично се сматра да јој је извориште у Глави Темзе, око километар и по северно од села Кембл у близини града Сиренчестер, у Котсволдсу. Међутим, Седам потока у близини Челтенама, где почиње река Черн, неки такође сматрају извориштем Темзе, је је ова локација удаљенија од ушћа, и по дужини и по воденом току. Седам потока теку читаве године, док је ток из Главе Темзе повремен у зависности од годишњег доба.
Темза даље тече кроз Лечлејд, Оксфорд, Абингдон, Њолингфорд, Рединг, Хенли на Темзи, Марлоу, Мејденхед, Виндзор, Итон, Стејнс и Вејбриџ, пре него што уђе на подручје Лондона.
Сама река извире у Глостерширу, стварајући границу између Глостершира и Вилтшира, затим између Беркшира на јужној обали и Бакингемшира, између Беркшира и Сарија, између Сарија и Мидлсекса, и између Есекса и Кента. Пре 1974. границе су промењене, садашња граница између Беркшира и Сареја била је између Бакингемшира и Сареја. Граница Оксфордшир - Беркшир се такође мењала током времена.
Подручје западно од Лондона се уобичајено зове Долина Темзе, док се источни део зове Врата Темзе (енгл. Thames Gateway).

### Басен
Слив реке обухвата око 12.935 km² или 15.343 km² ако се урачуна и слив реке Медвеј.

#### Не-плимски део
Безбројни потоци, канали и реке, са укупном површином од 9.948 km², спајају се и формирају 38 главних притока напајајући Темзу између њеног извора и Тедингтона. Најважније притоке су: Чарн, Лич, Кол, Колн, Виндраш, Ивенлод, Червел, Ок, Тејм, Пенг, Кенет, Лодон, Веј и Мол.
Између Мејденхеда и Виндзора, Темзи помаже један вештачки секундарни канал, познат као јубилеја, која има улогу у одводњавању за време поплава.
Већи део воде која потиче од киша користи се за заливање биљака, или испари природним процесом. Остатак заврши у реци, подржавајући природну средину и задовољавајући потребе становника за залихама воде у домаћинствима, индустрији и пољопривреди.
Приликом јаких киша у реку Темзу се понекад уливају непрерађене отпадне воде због преоптерећене канализације.

### Пловност
Темза је пловна од свог широког речног ушћа све до града Леклејд у области Глостершир. Између мора и уставе Тедингтон, река формира део Лондонске луке, а навигацијом управљају власти лондонске луке. Од уставе Тедингтон надаље, пловидба је у надлежности Агенције за очување животне средине.
Река је пловна за велике прекоокеанске бродове све до Лондонског базена и Лондонског моста. Међутим, данас врло мало бродова плови дање од пристаништа у Тилбурију, а централни Лондон посети тек понеки брод за крстарење или бојни брод.
И плимски део који тече кроз Лондон, и неплимски део узводно интензивно се користе за пловидбу из хобија.

### Мостови и тунели
Реку премошћавају многи мостови и тунели, између осталих то су:
- Дартфордски прелаз
- Баријера на Темзи
- Тунел Блеквол
- Тунел Ротерхит
- Тунел на Темзи
- Тауербриџ
- Лондонски мост
- Миленијумски мост
- Вестминстерски мост
- Железнички мост у Мејденхеду
- Марлоубриџ
- Виндзорски железнички мост

## Култура

### Спорт

#### Веслање
- Веслачки клуб Валингфорд (Wallingford Rowing Club)
- Клуб Леандер у Хенлију на Темзи
- Веслачки клуб горње Темзе у Хенлију на Темзи
- Веслачки клуб Марлоу (Marlow Rowing Club)
- Веслачки клуб Вејбриџ (Weybridge Rowing Club)
- Бродарски клуб Молзи (Molesey Boat Club)
- Веслачки клуб Кингстон (Kingston Rowing Club)
- Веслачки клуб Твикенем (Twickenham Rowing Club)
- Веслаки клуб Мортлејк Енглијен енд Алфа у Чизвику
- Школа веслања Тајдвеј у Чизвику
- Веслачки клуб Фурнивол у Хемерсмиту
- Веслачки клуб Ауриол Кенсингтон у Хемерсмиту
- Веслачки клуб Темза у Патнију
- Веслачки клуб Лондон у Патнију

### Религија
Када се особа римокатоличке вере преобрати у англиканизам, каже се да је „препливала Темзу“. У обрнутој ситуацији, каже се да је особа „препливала Тибар“.
Постоје тврдње да је над реком виђен анђео.